# Diopsiulus trilineatus
Diopsiulus trilineatus är en mångfotingart som beskrevs av Demange 1971. Diopsiulus trilineatus ingår i släktet Diopsiulus och familjen Stemmiulidae. Inga underarter finns listade i Catalogue of Life.